# Призма (оптика)
Призма — оптичний елемент у формі багатогранного тіла з прозорого для світла матеріалу, яке застосовують для зміни напряму поширення пучків світла, розкладання білого світла в спектр, поляризації світла тощо.
Для розкладу світла в спектр найчастіше використовують трикутні призми. Властивість призми розкладати світло зумовлена явищем дисперсії світла — залежністю показника заломлення матеріалу призми від частоти.
Для розділення пучка променів на два використовують біпризми.

## Види призм

### Дисперсійні призми

Дисперсія світла в призмі

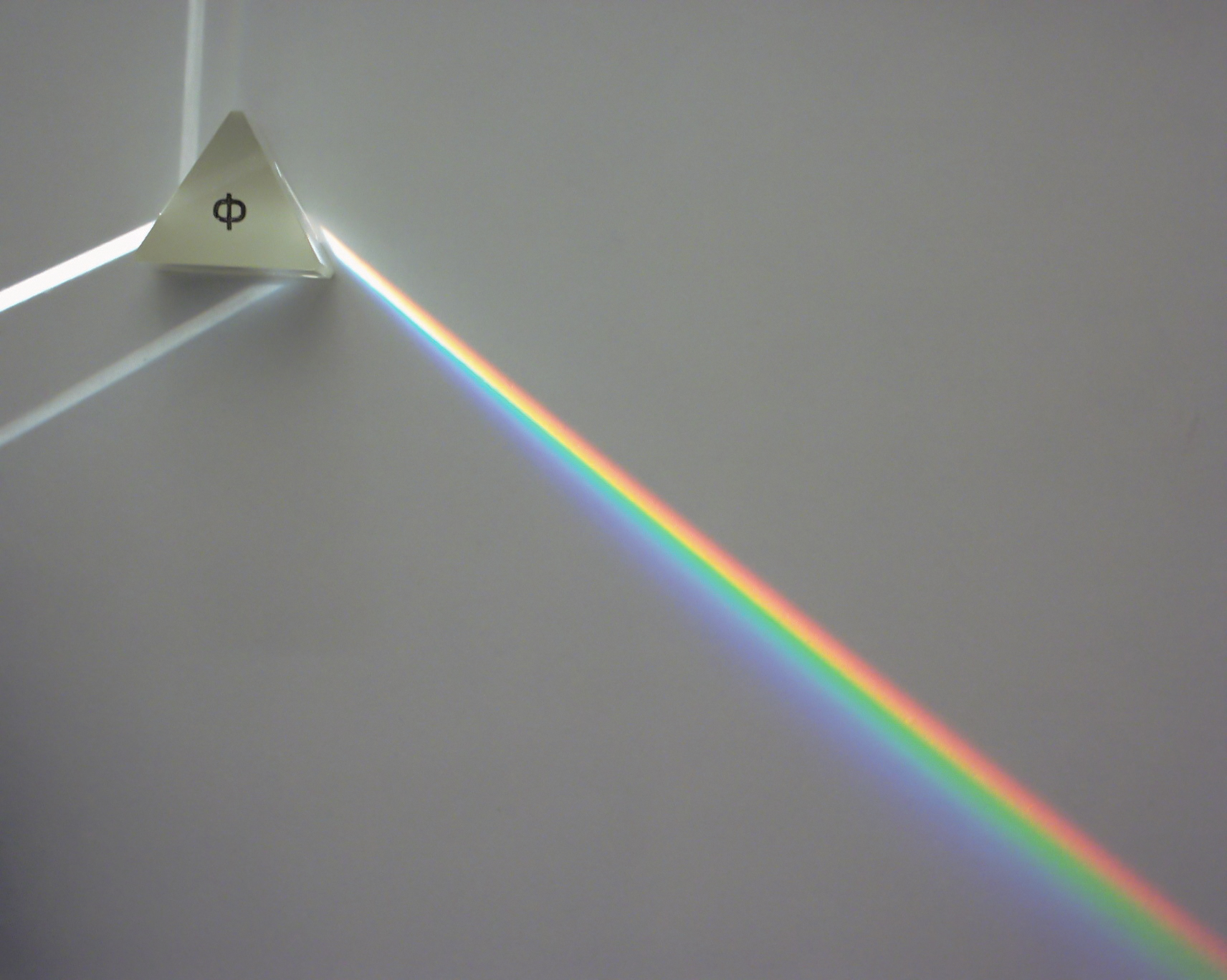
Дисперсія світла в призмі

Дисперсійні призми використовують у спектральних приладах для просторового розділення випромінювань різних довжин хвиль.
- Проста тригранна призма
- Призма Броунінга-Рузерфорда
- Дисперсійна призма Аббе
- Призма Амічі (призма прямого зору)

### Відбивальні призми
Відбивальні призми використовують для зміни ходу променів, зміни напряму оптичної осі, зміни ліній візування, для зменшення габаритних розмірів приладів.
Класифікують відбивальні призми за кількома ознаками:
- кількістю відбивань в призмі;
- наявністю або відсутністю «даху»;
- характером конструкції призми;
- кутом злому оптичної осі.

Також, окрему нішу серед відбиваючих призм займають призми, які складаються з кількох частин, розділених повітряними проміжками.
Деякі широко використовувані призми отримали власні імена:
- Пентапризма;
- Призма Порро[en];
- Призма Аббе-Порро;
- Призма Аббе;
- Призма Пехана-Шмідта;
- Призма Дове;
- Призми з «дахом»;
- Дихроїдна призма.

Назва призми позначається двома або трьома літерами і числом, записаним через дефіс.
Перша літера означає кількість відбиваючих граней в призмі:
- А — одна;
- Б — дві;
- В — три і т. д.

«Дах», умовно, вважають як одну грань і для неї ставлять індекс «к» після першої літери (наприклад, Ак, Бк).
Друга буква вказує на характер конструкції:
- Р — рівнобедренна;
- С — ромбічна;
- П — пентапризма;
- У — напівпентапризма;
- М — далекомірна;
- Л — призма Лемана.

Цифри, які записані через дефіс, вказують на кут злому оптичної осі. (0°,90°,180°). Наприклад, «ВкР-45°» — рівнобедренна призма з трьома відбивальними гранями і «дахом», з кутом злому 45°.
Складені призми вказуються за їхніми власними іменами і кутами злому осі. Наприклад, «А-0°» — Призма Аббе, «Бк-90°» — башмачна призма з «дахом», «К-0°» — призма-куб.

### Поляризаційні призми
- Призма Ніколя
- Призма Волластона
- Призма Аренса
- Призма Глана-Фуко
- Призма Глазебрука
- Призма Рошона